# Macrobrachium nepalense
Macrobrachium nepalense is een garnalensoort uit de familie van de Palaemonidae. De wetenschappelijke naam van de soort is voor het eerst geldig gepubliceerd in 1974 door Kamita.